# Angelandrea Zottoli
Angelandrea Zottoli (Salerno, 5 settembre 1879 – Roma, 23 aprile 1956) è stato un critico letterario italiano.

## Biografia

### Origini familiari
Era figlio primogenito di Francesco Zottoli, ingegnere, e Luisa Lanzara, seguito da altri sei fratelli, una sola dei quali fu femmina. La sua famiglia, già originaria di Acerno, nei Monti Picentini, appartenente alla borghesia terriera, aveva dato alla città di Salerno altre due personalità illustri: suo zio Angelandrea Zottoli (1778-1850), vescovo ausiliare di Salerno e il fratello di suo nonno Carmine, Angelo Zottoli (1826-1902), missionario gesuita in Cina, latinista e insigne sinologo, vissuto e morto a Shanghai, autore di monumentali opere in latino sulla lingua cinese. 

### Studi
Negli studi seguì inizialmente le orme di suo padre: grazie a una forte propensione per gli studi matematici, si iscrisse alla facoltà di Ingegneria dell'Università di Roma.  Poi, insoddisfatto delle prospettive del suo futuro di ingegnere, si orientò verso gli studi in giurisprudenza. 
Laureato in legge, dopo una breve parentesi da avvocato penalista, optò nel 1905 per la carriera di funzionario del Ministero della pubblica istruzione, dopo aver vinto due concorsi. 

### Attività culturale
Negli anni immediatamente precedenti all'entrata dell'Italia nella Grande Guerra, fu impegnato in un'attivissima campagna di stampa in favore delle tesi neutraliste di cui si faceva portatore un gruppo di opinione di cui Zottoli era uno degli animatori.  Accettò comunque di buon grado l'obbedienza alla chiamata alle armi e combatté in prima linea durante tutto il conflitto, nel quale morì suo fratello Donato, dopo aver perso suo padre e l'altro fratello Carmine prima dell'inizio della guerra. 
Nel primo dopoguerra si legò a una donna in un matrimonio che presto naufragò.  Un'altra rottura si consumò nel suo rapporto lavorativo al ministero, che interruppe bruscamente nel 1923, in maniera polemica, per la sua avversione al nascente fascismo. 
Nel luglio 1944, poche settimane dopo la liberazione di Roma del 4 giugno, fu nominato commissario dell'Istituto della Enciclopedia Italiana, carica che tenne fino al maggio 1946.  Nel 1945 fu anche nominato consigliere di stato nel 1945.  Dal 1949 fu socio corrispondente dell'Accademia nazionale dei Lincei. 
A Zottoli è intitolata la Biblioteca comunale di Acerno. I circa 8000 volumi della sua raccolta, e gli arredi del suo studio, sono stati donati alla Biblioteca Provinciale di Salerno.

## Studi letterari
La sua critica fu "insieme storica, erudita e psicologica".  Debitrice tanto di Benedetto Croce quanto di Cesare De Lollis, si distaccò comunque dall'alveo del "crocianesimo" allora egemonico. 
Tra i suoi principali argomenti di studio Manzoni, Leopardi, Casanova e Boiardo della cui opera omnia curò un'importante edizione in due volumi. 

## Opere principali
- Leopardi, storia di un'anima, Bari, Laterza, 1927
- Umili e potenti nella poetica di Alessandro Manzoni, Lanciano, R. Carabba, 1931 (19422)
- Il sistema di don Abbondio, Bari, Laterza, 1933
- Dal Boiardo all'Ariosto, Lanciano, R. Carabba, 1935
- Matteo Maria Boiardo. Tutte le opere, 2 voll., Milano, Mondadori, 1936-37
- Giacomo Casanova, 2 voll., Roma, C. Tumminelli, 1945